# Przegląd Ustawodawstwa Gospodarczego
Przegląd Ustawodawstwa Gospodarczego (PUG) – polski miesięcznik wydawany przez PWE. 

## Profil czasopisma
Publikowane są analizy i opinie o kształcie i aktualnych zmianach prawa gospodarczego Polski. Artykuły omawiają regulacje w prawie finansowym, cywilnym i gospodarczym, komentarze do ustaw, bieżących rozporządzeń i projektów aktów prawnych. 
Ważną część stanowią konsultacje, w których specjaliści wyjaśniają wątpliwości pojawiające się w sferze stosowania prawa. W dziale „Orzecznictwo w sprawach gospodarczych” znajdują się omówienia orzeczeń Trybunału Konstytucyjnego, Sądu Najwyższego, sądu antymonopolowego, sądów arbitrażowych i innych. 
Czasopismo jest adresowane do profesjonalistów, naukowców, studentów i innych osób zainteresowanych tematyką. PUG znajduje się w wykazie czasopism naukowych prowadzonym przez Ministra Nauki i Szkolnictwa Wyższego z przyznaną liczbą 40 punktów[.